# 林森路 (臺南市)
林森路為臺灣臺南市南北向主要外環道路之一，東起健康與大同路口，北邊末端接（開元路），全長約3.9公里，共分三段，路寬40公尺，臺南市道路編號27。

林森路經過大同地下道、台南市政府衛生局林森辦公室、長榮高中、後甲國中、成功大學東寧校區、成功大學自強校區、成功大學敬業校區。

## 歷史
日治時期1941年臺南都市計畫區域及都市計畫變更（總督府告示第579號）中，規畫環狀公園道（即今公園南、東豐、林森、大林、夏林、海安等路）。而其中東半部分的公道七、公道三、公道四在二次世界大戰後先後開闢，並以國民政府主席林森之名，命名為林森路三段、林森路二段、林森路一段。
日治時期規劃的環狀公園道，其一大特色就是起訖點均以公園相隔。例如：公道七起自三等二號道路（今開元路）、迄於公四公園（今東寧運動公園）。公道三號起自公四公園、迄於公二公園（今衛生所址）。公道四道起自公二公園、迄於公三公園（今體育場）。而各公道之間由於公園阻隔，因此道路並不相連。
至戰後開闢道路時，變更都市計畫，使得公道可相互啣接。包括公四公園釋出部分用地，使得公道七能夠向南延伸接上三等六號道路（今東寧路）。但這樣也留下一些急轉彎的路段（例如今林森路二、三段處）

## 行經行政區域
- 東區
- 北區

## 沿途設施
- 一段：
  - 大同地下道
  - 三角公園
  - 交通部公路局台南監理站
  - 大東夜市
  - 農業部農村發展及水土保持署臺南分署
  - 臺南市政府地政局東南地政事務所
  - 原臺南州立農事試驗場辦公廳舍
  - 臺南市政府衛生局林森辦公室
  - 台南市公共自行車-YouBike2.0衛生局（林森辦公室）
  - 國泰世華銀行東台南分行
- 二段：
  - 東區林森圖書館暨新東里活動中心
  - 元大銀行林森收付處
  - 華南銀行東台南分行
  - 京城銀行東台南分行
  - 長榮高級中學
  - 台南市公共自行車-YouBike2.0長榮高中
  - 崇誨公園
  - 東寧運動公園
  - 台南市政府警察局第一分局東寧派出所
  - 國立成功大學東寧校區
  - 國立成功大學自強校區
  - 後甲國中
  - 台南市公共自行車-YouBike2.0林森大學
  - 東興公園
  - 台南市公共自行車-YouBike2.0東興公園（林森路）
  - 東和公園
- 三段：
  - 小東公園
  - 國立成功大學敬業校區
  - 振興里活動中心
  - 振興人文童話公園（原：臺南美國學校）
  - 開元振興公園（原：臺南美國學校）
  - 自強新村（自強新村都更案 （页面存档备份，存于））

## 本路段客運
- 市區公車[1]

| 編號 | 路線                                                            | 本路段公車站       |
| ---- | --------------------------------------------------------------- | ------------------ |
| 6    | 仁德轉運站－龍崗國小                                            | 東門國宅－崇誨新村 |
| 70左 | 永華市政中心（府前路）－永華市政中心（府前路） （逆時針循環線） | 東興里－重興里     |
| 70右 | 永華市政中心（府前路）－永華市政中心（府前路） （順時針循環線） | 重興里－東興里     |

- 厝邊公車[1]

| 編號 | 路線                           | 本路段公車站 |
| ---- | ------------------------------ | ------------ |
| 902  | 府城汽車客運公司－香格里拉飯店 | 東興里       |